# Сан-Фредиано-ин-Честелло
Сан-Фредиано-ин-Честелло (итал. San Frediano in Cestello) — римско-католическая церковь в стиле барокко в историческом квартале Ольтрарно во Флоренции, на левом берегу реки Арно, регион Тоскана, Италия. Название «Честелло» происходит от цистерцианцев, которые заняли церковь в 1628 году. Ранее на этом месте находилась церковь 1450-х годов, пристроенная к уединённому кармелитскому монастырю Санта-Мария-дельи-Анджели (Святой Девы Марии Ангелов).
Церковь посвящена святому Фридиану, ранне-христианскому ирландскому паломнику, который стал епископом Лукки; предположительно, он чудесным образом пересёк разлившуюся реку Арно недалеко от этого места. Церковь на этом месте существовала до XI века. Начиная с понтификата Павла II в 1460-х годах, церковь и прилегающий монастырь находились под покровительством семьи Содерини. Это продолжалось при кардинале Франческо Содерини. Церковь пострадала от наводнения 1557 года; монахам пришлось переехать в близлежащий монастырь Кармине.
В 1680—1689 годах церковь была перестроена по проекту Герардо Сильвани и Джулио Черутти. Внушительный купол и кампанила (колокольня) были добавлены в 1689 году Антонио Мария Ферри. В бывшем монастыре на этом месте жила и умерла святая Маддалена-деи-Пацци (1566—1607), родившаяся в знатной флорентийской семье. Она была канонизирована в 1662 году. Её тело перенесено в церковь в центре Флоренции, которая носит её имя: Церковь Санта-Мария-Маддалена-деи-Пацци.
Внутренняя часть купола церкви Сан-Фредиано украшена фресками «Слава Маддалены-деи-Пацци» и «Добродетели» (1702—1718) работы Антонио Доменико Габбиани. В клуатрах находятся статуя Маддалены-деи-Пацци (1726) работы Антонио Монтаути и скульптура «Святой Бернард Клервоский побеждает дьявола» (1702) Джузеппе Пьямонти (1702). Клуатр был спроектирован Герардо и Пьером-Франческо Сильвани.
В трапезной находится картина Бернардино Поччетти «Тайная вечеря». В трансепте — Мадонна во славе со святыми работы Франческо Курради и картины «Распятие со святыми» и «Мученичество Святого Лаврентия» (конец XV века) работы Якопо дель Селлайо. В третьей капелле слева установлена полихромная деревянная скульптура Мадонны с Младенцем (1350) и фрески со сценами из жизни основателя ордена цистерцианцев (1688—1689) работы Пьетро Дандини.

## Галерея

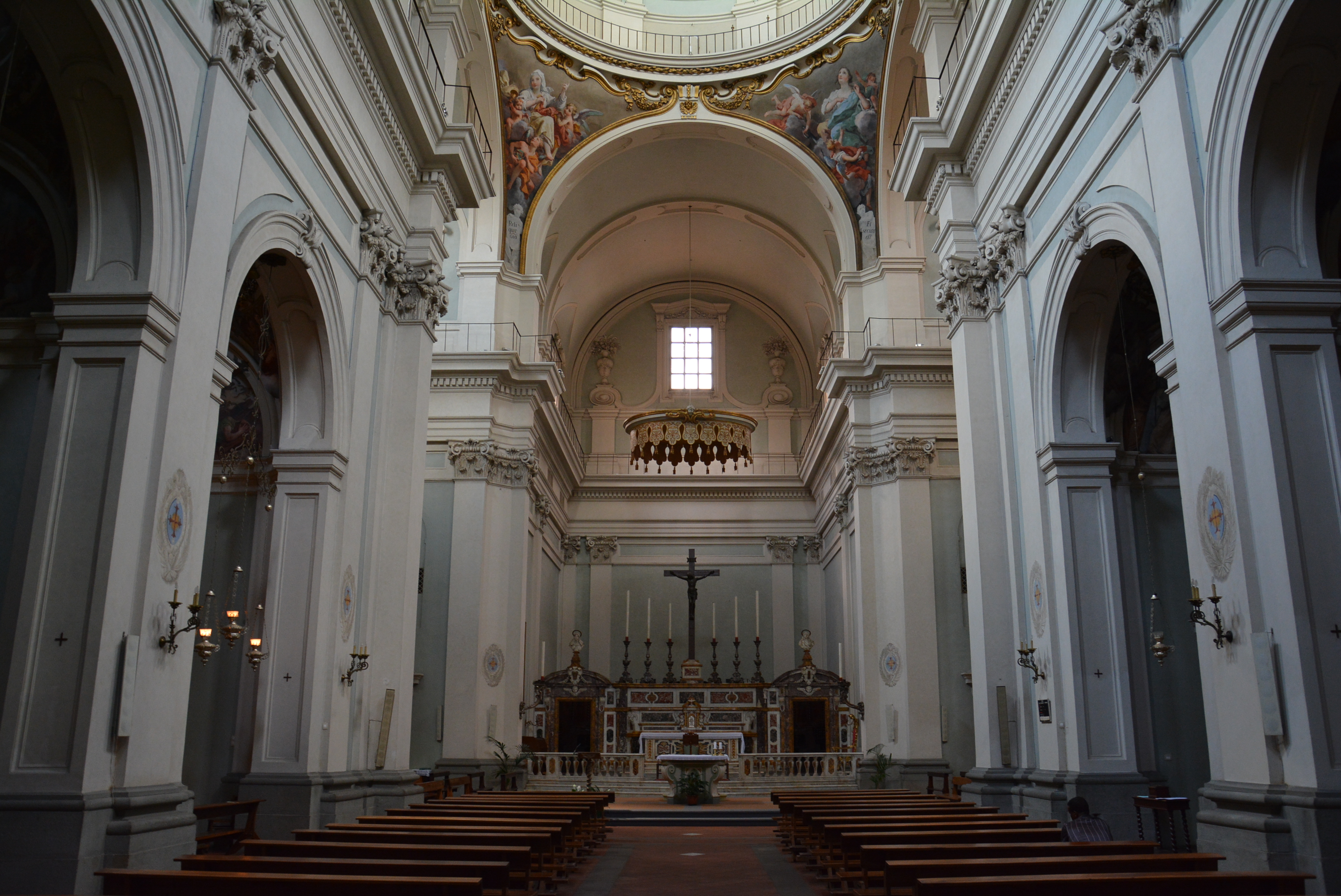
Интерьер главного нефа.
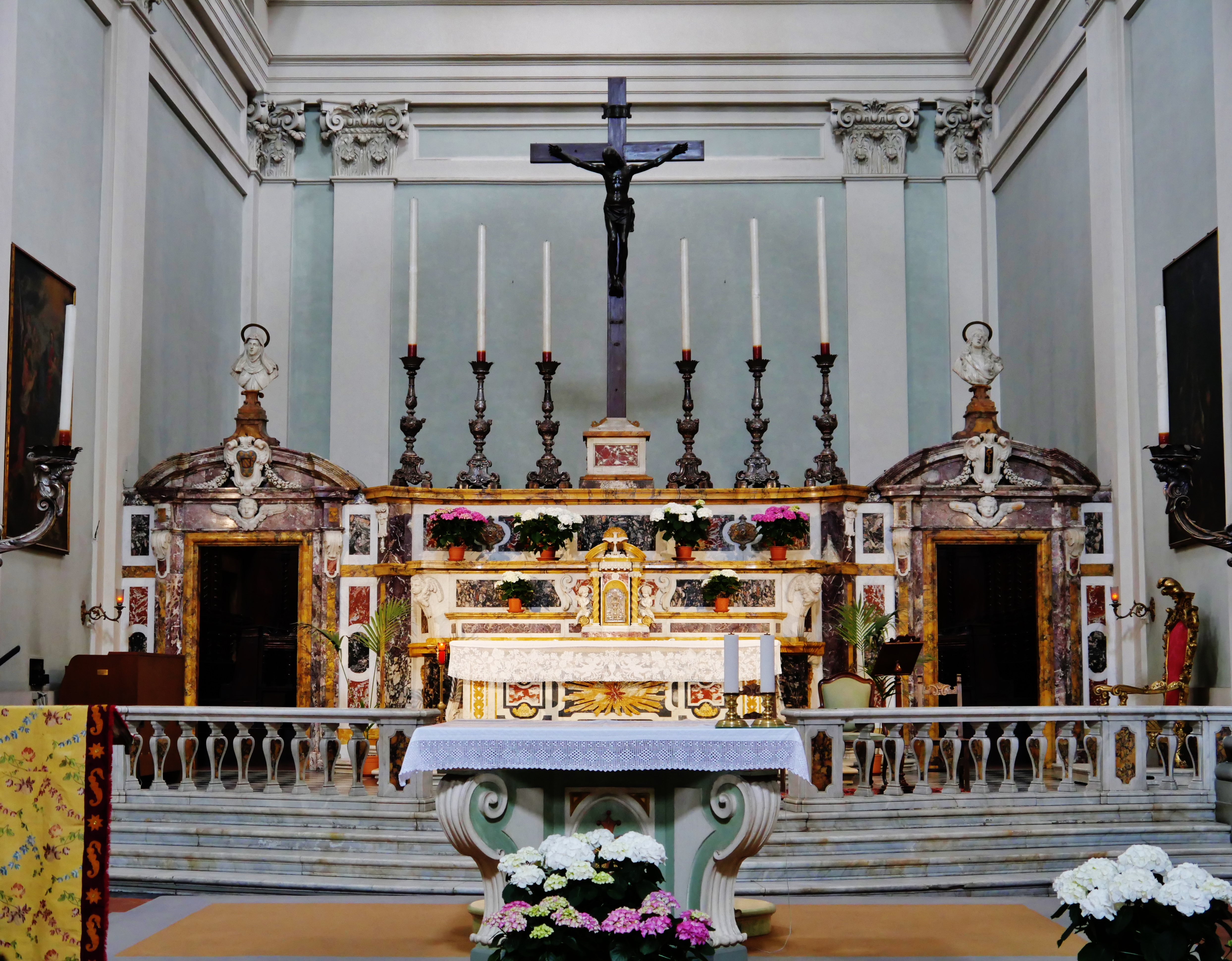
Главный алтарь
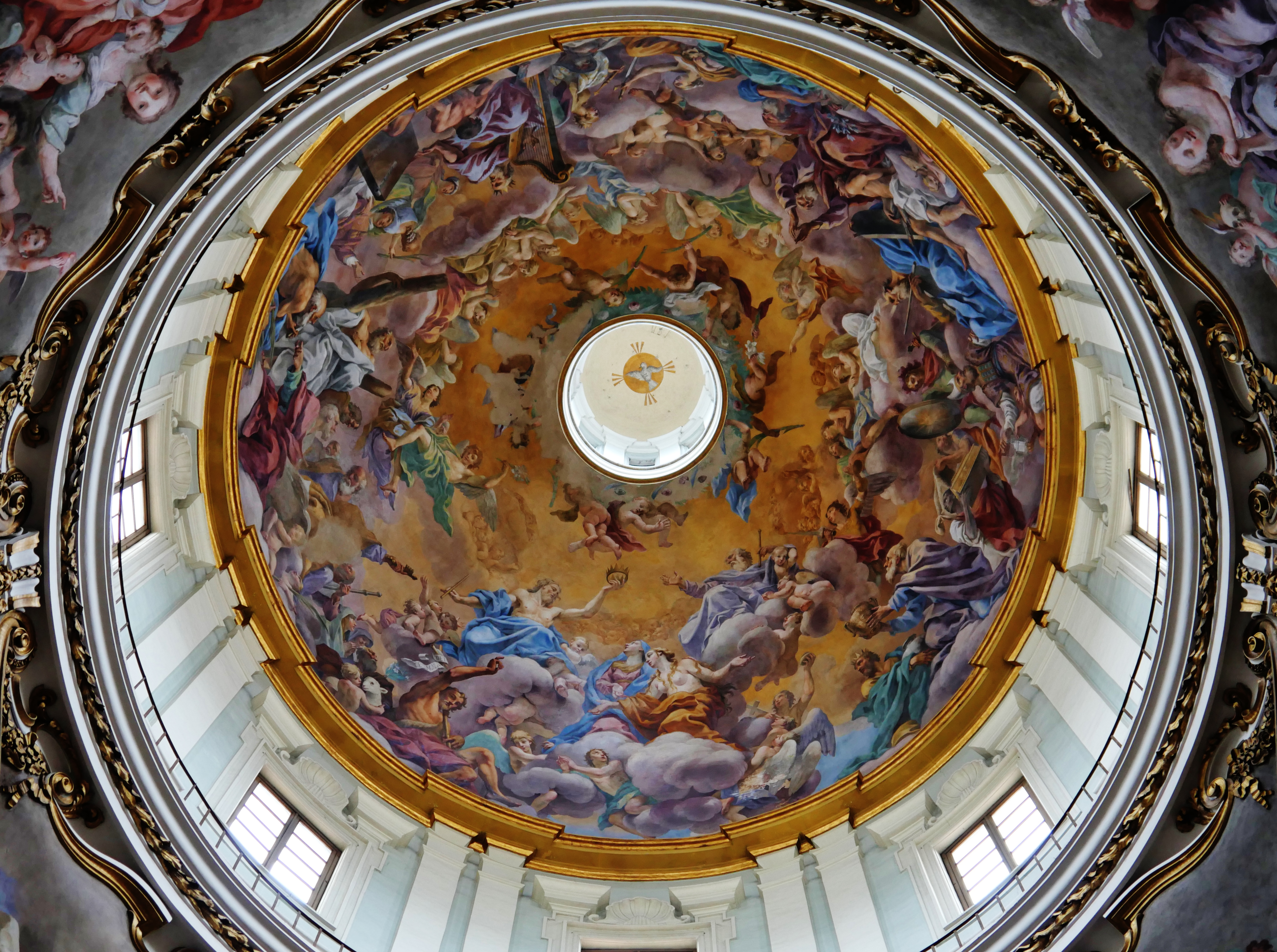
А. Д. Габбиани. Роспись купола. «Слава Маддалены-деи-Пацци». 1702–1718
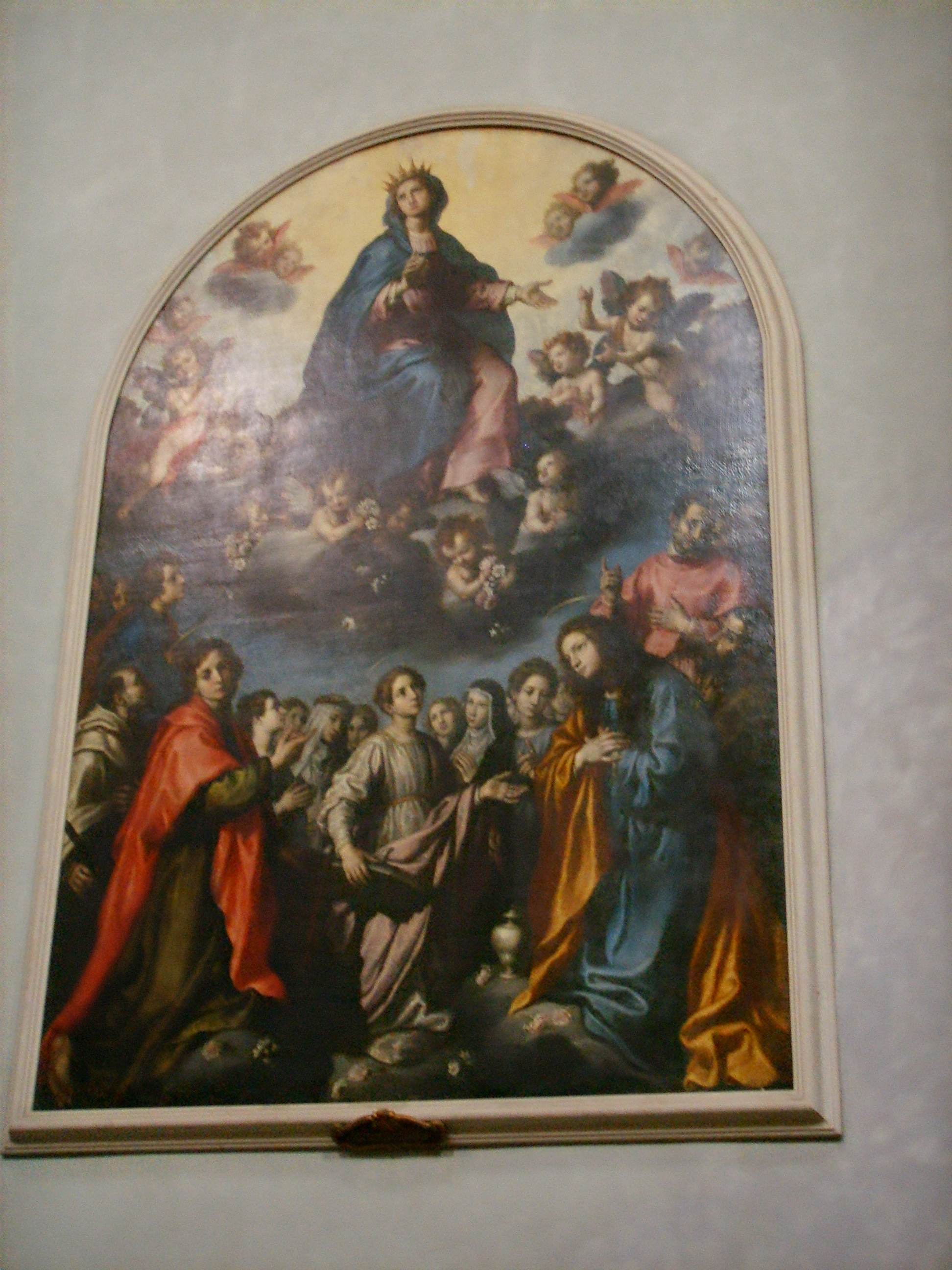
Ф. Курради. Мадонна во славе со святыми.
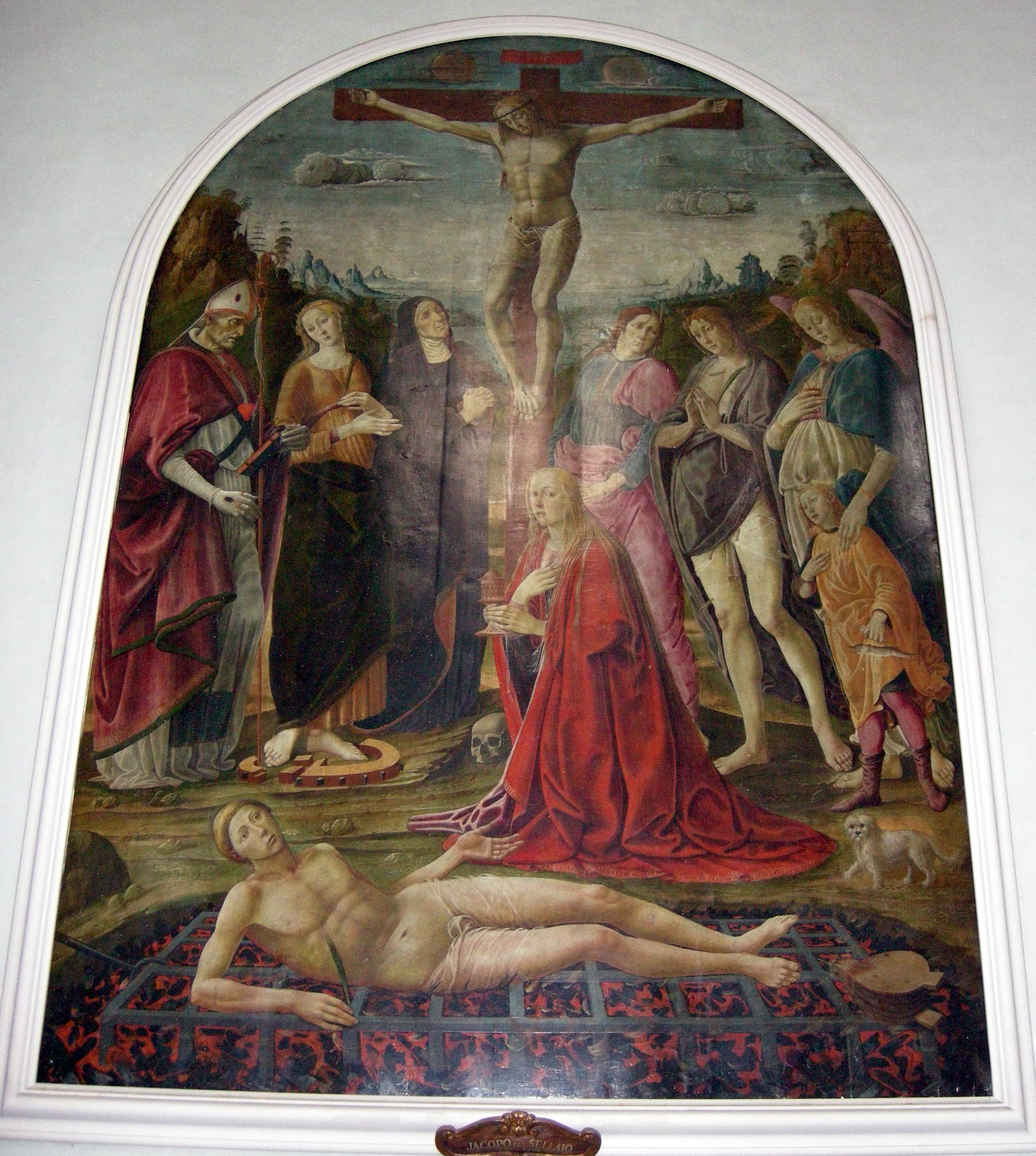
Якопо дель Селлайо. Распятие со святыми. Конец XV в.
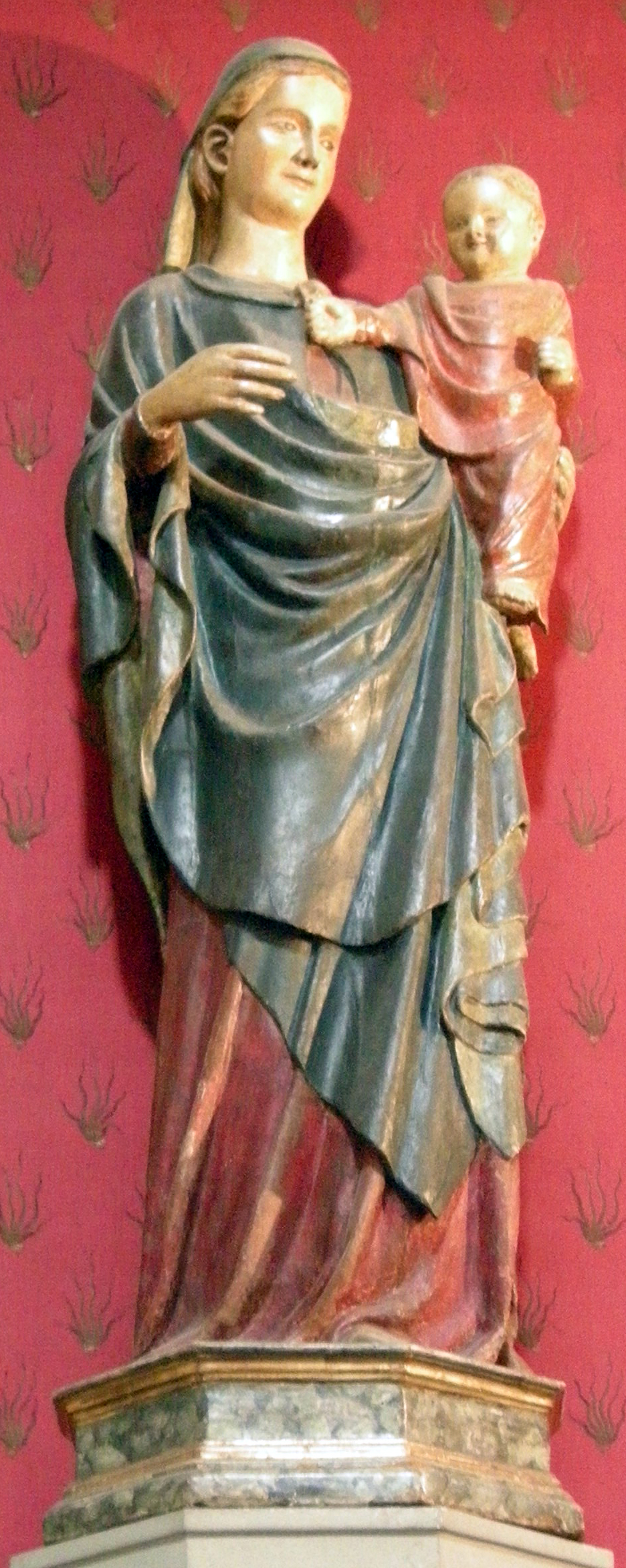
«Мадонна с улыбкой». XIV в.